# سباستيان نيار
سباستيان نيار (بالإسبانية: Sebastián Nayar)‏ هو لاعب كرة قدم أرجنتيني في مركز الوسط، ولد في 10 مايو 1988 في بوينس آيرس في الأرجنتين. لعب مع بوكا جونيورز وديبورتيفو كالي وريكرياتيفو ونادي أتلانتي ونادي أوريويلا ونادي لاريسا.

## وصلات خارجية
- سباستيان نيار على موقع قاعدة بيانات كرة القدم.إي يو (الإنجليزية)
- سباستيان نيار على موقع Soccerway.com (الإنجليزية)